# Меламед, Иосиф Абрамович
Иосиф (Йосеф-Эльхонон) Абрамович Меламед (6 ноября 1859, Биржи, Ковенская губерния, Российская империя, ныне Литва — 14 января 1932, Тель-Авив, Палестина) — раввин, философ, богослов, публицист, один из основоположников палестинофильского и сионистского движений.

## Биография
Родился 6 ноября (23 мархешвана по еврейскому календарю) 1859 года в местечке Биржи Ковенской губернии. Отец Авраам Мордехай Меламед (1813—1897) был меламедом, учителем Торы и являлся прямым потомком раввина из Германии Давида бен-Авраама Оппенгейма (1664—1736), который, в свою очередь, вёл родословную от царя Израиля Давида. Мать Фейга Цивия Меламед (1823—1912). К восемнадцати годам Иосиф-Эльханан знал наизусть Тору и Талмуд. В 1877—1880 годах изучал философию и историю в Берлинском университете, брал уроки ораторского искусства.
В 1880 году сдал экзамен на звание раввина. Принимал активное участие в палестинофильском, а затем в сионистском движении. Один из основателей религиозно-сионистского движения «Мизрахи». Делегат с 1 по 11 сионистских конгрессов. В 1880—1905 годах — раввин в Двинске Витебской губернии (ныне: Даугавпилс, Латвия), в 1905—1910 годах — в Мозыре Минской губернии (ныне: Гомельская область, Беларусь). В 1910—1925 годах — казённый раввин Витебска.
После 1917 года неоднократно подвергался преследованиям властей. 18 июля 1919 года власти опечатали его канцелярию, запретив производить записи актов гражданского состояния. В январе 1921 года защищал в инсценированном большевиками «суде над хедером» права евреев на религиозное образование. В 1925 году по приглашению друга и соратника раввина Авраама Ицхака Кука выехал в Эрец-Исраэль. Работал в системе учебных заведений движения «Мизрахи» в Иерусалиме, Тель-Авиве, Хевроне, Хайфе. Публиковался в научных и просветительских журналах, читал публичные лекции на историко-философские темы.
Умер 14 января (20 тевета по еврейскому календарю) 1932 года в Тель-Авиве от рака желудка. Похоронен в Иерусалиме.

## Семья
В 1883 году женился на Релле Исааковне Трауб (1863 — 24.03.1909) из Поневежа (ныне Паневежис, Литва). В браке родились четыре дочери: 
- Груния (в замужестве Шапиро, 1884—1930),
- Юдифь (в замужестве Гольданская, 1890—1963),
- Мария (1893—1942),
- Генриетта (в замужестве Цырлина, 1903—1945)

и два сына: 
- Соломон (1887—1938) и
- Илья (1895—1938). Среди

внуков: Гольданский, Виталий Иосифович (1923—2001), академик РАН, Шапиро, Григорий Яковлевич (1908—1942), военный деятель.
После смерти супруги женился вторым браком на Софье Марковне Нюренберг. Дети от второго брака: Абрам (1910—1998), Раиса (1912—1991), Нехама (1914—1996). Их потомки проживают в Израиле.

## Книги
- Меламед И.-Э. Ниневия. Вымерший город. נינוה. עיר נכחדה. СПб, 1902. 71 с. (иврит).
- Меламед И.-Э. Колена Израиля. שבטי ישראל Вильна, 161 с. (иврит) 1-е из. — 1903, 2-е изд. — 1914.
- Меламед И.-Э. Учитель Торы для всех сыновей в изгнании. רבן של כל בני הגולה Вильна, 1916. 242 с. (иврит).